# Rhamphomyia poplitea
Rhamphomyia poplitea är en tvåvingeart som beskrevs av Johan August Wahlberg 1844. Rhamphomyia poplitea ingår i släktet Rhamphomyia och familjen dansflugor. Arten är reproducerande i Sverige. Inga underarter finns listade i Catalogue of Life.